# Spanyol Állam
A Spanyol Állam (Estado Español) Spanyolország hivatalos megnevezése volt 1936. október 1. és 1975. november 20. között, abban az időszakban, amikor a spanyol polgárháború lezárulta után Francisco Franco teljhatalmú vezetőként irányította az országot. Ez az korszak ismert Franco-diktatúra és Francoista Spanyolország néven is. A rendszer jellege fennállása alatt többször is változott. A polgárháború 1936 júliusi kitörése után Franco tábornok a nacionalista erők vezetőjeként jelent meg, majd miután 1936. október 1-jén államfővé nyilvánították, az általuk megszállt területen diktatórikus önkényuralmat vezetett be. Az 1937-es egyesítési rendelet, amely egyesítette a nacionalistákat támogató összes pártot, azt eredményezte, hogy Spanyolország egypártrendszerré vált. A háború 1939-es befejezése a Franco-diktatúra egész országra való kiterjesztését és a köztársaság intézményének felszámolását hozta magával. A rendszert leginkább félfasiszta rezsimként szokták jellemezni, mivel a fasizmus egyértelmű jeleit mutatta olyan területeken, mint a munkaügyi politika, az autarkia és az egypártrendszer. Az idő előrehaladtával a rendszer nyitottabbá vált, és közelebb került a modern diktatúrákhoz, bár mindig megőrizte a fasiszta jellemzőit.
A második világháború alatt az éhínséggel küzdő Spanyolország nem csatlakozott a tengelyhatalmakhoz, hanem különböző módon támogatta őket, miközben fenntartotta semlegességét. Emiatt Spanyolországtól a háború után közel egy évtizeden át sok más ország eltávolodott, miközben gazdasága, amely még mindig a polgárháború okozta recesszióból próbált talpra állni, az összeomlás szélén állt. Az 1947-es örökösödési törvény Spanyolország államformáját de jure ismét királyságként határozta meg, de Franco tábornoknak élethosszig tartó államfői címet biztosított.
Az 1950-es évektől kezdve a Spanyol Állam új gazdasági reformok bevezetésébe kezdett, így felhagyott az autarkiával és az izolacionizmussal, ami komoly gazdasági növekedéssel járt, Japán után a második legütemesebben fejlődő ország lett. Ebben az időszakban rezsim is átalakult: a nyíltan totalitárius és súlyos elnyomást alkalmazó rendszerből egy korlátozott pluralizmussal működő autoriter rendszerré vált. 1955-ben e reformok eredményeként Spanyolország csatlakozhatott az ENSZ-hez. A hidegháború idején Franco Európa egyik legjelentősebb antikommunista vezetője volt, így rezsimjét a nyugati hatalmak, különösen az Egyesült Államok is támogatták. Franco 1975-ben, 82 éves korában halt meg. Utódja I. János Károly király lett, és az ő, illetve Adolfo Suárez vezetésével megkezdődött az ország demokratikus átmenete.

## Alapítása
1936. október 1-jén a Junta de Defensa Nacional (Nemzeti Védelmi Junta), amely a nacionalisták által elfoglalt területeket irányította, hivatalosan is kinevezte Francisco Franco tábornokot Spanyolország Caudillójává (jelentése vezér, a német Führer, és az olasz Duce mintájára). 1937 áprilisában Franco átvette az irányítást a Falange Española de las JONS párt felett, amelyet addig Manuel Hedilla vezetett, aki a köztársasági kormány által 1936 novemberében kivégeztetett José Antonio Primo de Rivera utódja volt. Összeolvasztotta a pártot a Comunión Tradicionalistával, hogy megalakítsa a Falange Española Tradicionalista y de las JONS-t, ennek híveit nevezték falangistáknak. Onnantól ez volt Spanyolország egyetlen legálisan működő pártja. A falangisták a helyi önkormányzatok és az alulról szerveződő rétegek szintjén koncentrálódtak, és rájuk bízták a polgárháború tömegmobilizációs lendületének hasznosítását segédszervezeteiken és szakszervezeteiken keresztül, az ellenséges lakosok feljelentéseinek összegyűjtésével és a munkások szakszervezetekbe való toborzásával. Bár voltak kiemelkedő falangisták magas kormányzati szinten, különösen az 1940-es évek vége előtt, ezeken a szinteken nagyobb arányban voltak monarchisták, katonai tisztviselők és más hagyományos konzervatív frakciók, azonban a Falange maradt az egyedüli párt.
A francoisták átfogó és módszeres kimerítő háború (guerra de desgaste) révén vették át az irányítást Spanyolország felett, amelynek során bebörtönözték és kivégezték azokat a spanyolokat, akiket azzal gyanúsítottak, hogy támogatták a köztársaság által támogatott értékeket: regionális autonómiát, liberális vagy szociáldemokráciát, szabad választásokat, szocialista irányultságot és a nők jogait, beleértve a szavazati jogot. A jobboldal úgy vélte, hogy ezek az "ellenséges elemek" a spanyolellenes bolsevikok és egy "zsidó-szabadkőműves összeesküvés" termékei. Ez utóbbi állítás a falangizmus előttről származott, mivel az Ibériai-félszigetnek a muszlim móroktól való visszahódítása után alakult ki. A falangisták alapítója, José Antonio Primo de Rivera toleránsabb álláspontot képviselt, mint a németországi nemzetiszocialisták, mivel a spanyolországi zsidó közösség akkori kis mérete nem kedvezett az erős antiszemitizmus kialakulásának. Riviera a "zsidókérdés" megoldását a zsidók kötelező katolikus áttérítésében látta. A spanyol polgárháború végén a rezsim saját adatai szerint több mint 270 000 férfit és nőt tartottak fogva börtönökben, és mintegy félmillióan menekültek száműzetésbe. Az elfogottak nagy részét visszaszállították Spanyolországba, vagy az állam ellenségeként német koncentrációs táborokba internálták. Mauthausenben hat- és hétezer spanyolországi száműzött halt meg. Becslések szerint a diktatúra első éveiben, 1940 és 1942 között több mint 200 000 spanyol halt meg a politikai üldöztetés, az éhezés és a konfliktushoz kapcsolódó betegségek következtében.
Spanyolországnak a tengelyhatalmakhoz fűződő szoros kapcsolatai a második világháborút követő első években nemzetközi kiközösítést eredményeztek, mivel Spanyolország nem volt az Egyesült Nemzetek Szervezetének alapító tagja, és csak 1955-ben vált annak teljes jogú tagjává. 1945-ben, az ellenségeskedések befejezését hamarosan követő hidegháborúval ez megváltozott, amivel szemben Franco erős antikommunizmusa az Egyesült Államokkal való szövetkezés felé billentette rendszerét. Más politikai pártok, illetve szakszervezetek működése a diktatúra teljes ideje alatt tilos volt. 1947. július 26-án Spanyolországot királysággá nyilvánították, de nem neveztek ki uralkodót, egészen addig, amíg Franco 1969-ben János Károlyt tette meg hivatalos örökösének. Francót Luis Carrero Blanco követte volna miniszterelnökként, de ezek a remények azzal értek véget, hogy 1973-ban egy baszk szeparatista csoport meggyilkolta. Franco 1975. november 20-án bekövetkezett halálával János Károly lett Spanyolország királya.

## A Spanyol Állam kormánya

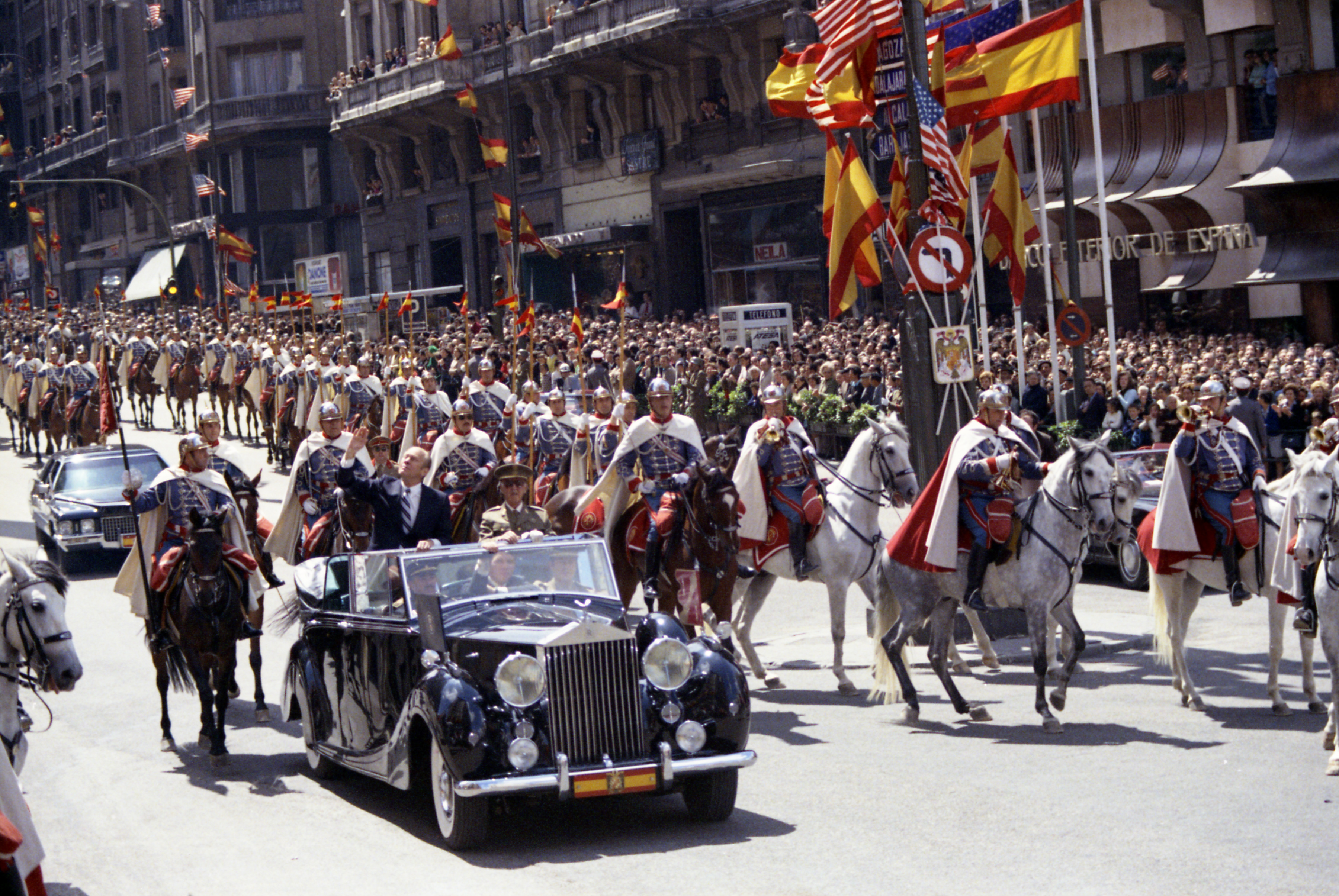
Francisco Franco és Gerald Ford Madridban

Franco 1939-es győzelme után a Falange lett az egyetlen törvényesen engedélyezett politikai párt Spanyolországban. A rendkívüli állapothoz hasonló státuszban Franco papíron nagyobb hatalommal uralkodott, mint bármelyik spanyol vezető előtte vagy azóta. A legtöbb jogszabály bevezetéséhez még a kabinetje tagjaival sem kellett konzultálnia. Egyes történészek szerint Franco ekkor nagyobb hatalommal bírt, mint Hitler vagy Sztálin a saját országában, mivel e két ország fenntartotta a parlamentáris rendszer látszatát, míg Franco nyíltan vállalta, hogy egy személyben irányít. 1942. július 18-án ünnepélyesen megnyitották a Cortes Españolas-t, az új spanyol parlamentet. Egy 1942-es törvény az államfőt tette végső soron felelőssé minden törvény elfogadásáért, míg a Cortes-t tisztán tanácsadó testületként határozta meg, amelyet sosem választottak meg. A Cortes-nak nem tartoztak a hatáskörébe a kormányzati kiadások, és a kormány sem volt felelős értük; a minisztereket egyedül Franco mint államfő nevezte ki, és bocsátotta el. Az 1945-ben elfogadott Ley del Referendum Nacional (nemzeti népszavazásról szóló törvény) értelmében minden alapvető törvényt népszavazással kellett jóváhagyni, amiken csak a családfők (házas, családos férfiak) vehettek részt. A népszavazási törvényt Franco uralkodása alatt kétszer alkalmazták - 1947-ben, amikor egy népszavazáson újjáélesztették a spanyol monarchiát, Franco pedig de facto élethossziglani régens volt, akinek kizárólagos joga volt utódja kinevezésére; 1966-ban pedig egy másik népszavazást tartottak egy új "szerves törvény" vagy alkotmány jóváhagyására, amely állítólag korlátozta és egyértelműen meghatározta Franco hatalmát, valamint hivatalosan is létrehozta a modern spanyol miniszterelnöki tisztséget. Azzal, hogy 36 éves diktatúrája alatt halogatta a köztársaság kontra monarchia kérdését, és 1947-ben nem volt hajlandó ő maga trónra lépni, Franco sem a monarchistákkal, sem a köztársaságpártiakkal nem rokonszenvezett. Franco figyelmen kívül hagyta az utolsó király, XIII. Alfonz fiának trónigényét, mivel túl liberálisnak tartotta. 1961-ben Franco felajánlotta Habsburg Ottónak a trónt, de az visszautasította, és végül Ottó ajánlását követve 1969-ben a fiatal János Károlyt választotta hivatalos örökösének.
1973-ban Franco idős kora, és a Spanyolország kormányzásával járó terhek csökkentése érdekében lemondott a miniszterelnöki tisztségről, és Luis Carrero Blanco haditengerészeti admirálist nevezte ki a posztra, de továbbra is ő maradt az államfő, a fegyveres erők főparancsnoka és a párt elnöke. Carrero Blancót még ugyanabban az évben meggyilkolták, és Carlos Arias Navarro lett az ország új miniszterelnöke.

## Az ország hadereje

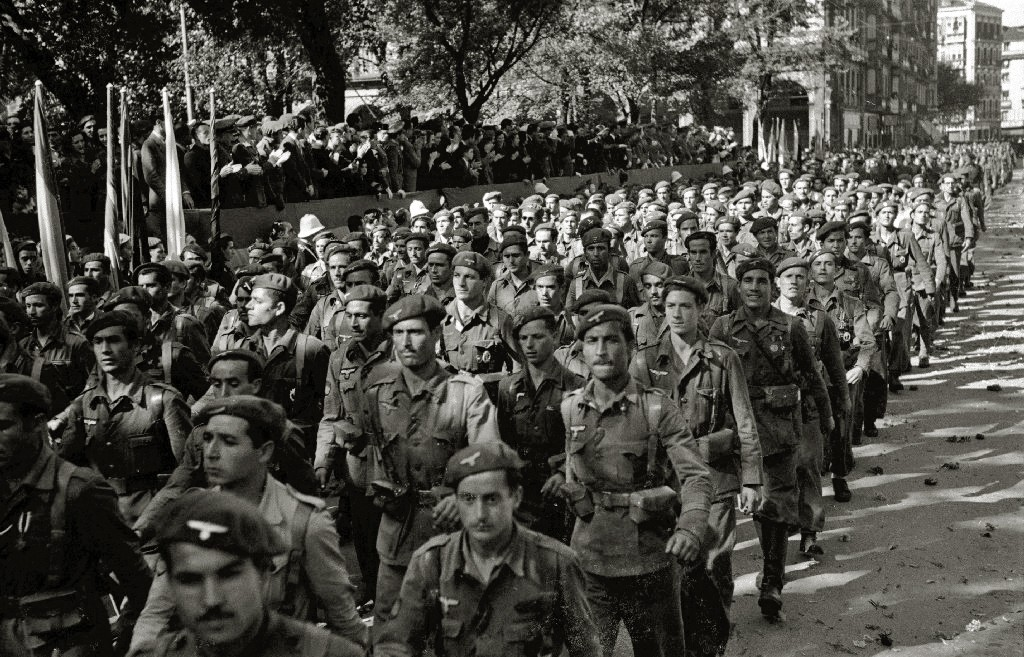
Sorkatonák Donostia-San Sebastiánban

A polgárháború lezárulta után a hadsereg létszámát drasztikusan csökkentették, a korábbi egymillió főről 250 ezerre, akinek többsége sorkatona volt. 1942 novemberében, amikor a szövetségesek észak-afrikai partraszállása és Franciaország német megszállása miatt az ellenségeskedések minden korábbinál közelebb kerültek Spanyolország határához, Franco részleges mozgósítást rendelt el, aminek következtében a hadsereg létszáma 750 000 fő fölé emelkedett. 1945-re a légierő és a haditengerészet létszáma és költségvetése is nőtt, 35 000 repülőre és 25 000 tengerészre, bár pénzügyi okokból Franco kénytelen volt visszafogni mindkét testület bővítési terveit. A hadsereg a világháború végéig megtartotta a 400 000 fős létszámot.
A polgárháborút követően a francoista Spanyolország közel húsz éven át a keresztény civilizáció védelmében a bolsevizmus elleni keresztes hadjáratnak állította be azt. A francoista narratívában a "jó hatalom" legyőzte az "anarchiát", és irányította az agitátorok, az istentelenek és a "zsidó-szabadkőműves összeesküvés" felszámolását.

## Spanyolország gyarmatai
Spanyolország Franco uralma alatt is igyekezett megtartani gyarmatbirodalmának utolsó területeit. Az algériai háború (1954-1962) során Madrid lett az Organisation armée secrète jobboldali francia katonai csoport bázisa, amely Algéria elszakadása ellen harcolt. Ennek ellenére Franco kénytelen volt néhány engedményt tenni. Amikor a korábbi francia protektorátus Marokkó 1956-ban függetlenné vált, Spanyolország feladta spanyol irányítás alatt álló marokkói területeket, és csak néhány exklávét tartott meg. Egy évvel később Spanyolország megszállta Nyugat-Szaharát, és egészen 1975-ig ellenőrzése alatt tartotta.

## A korszak politikai ideológiája

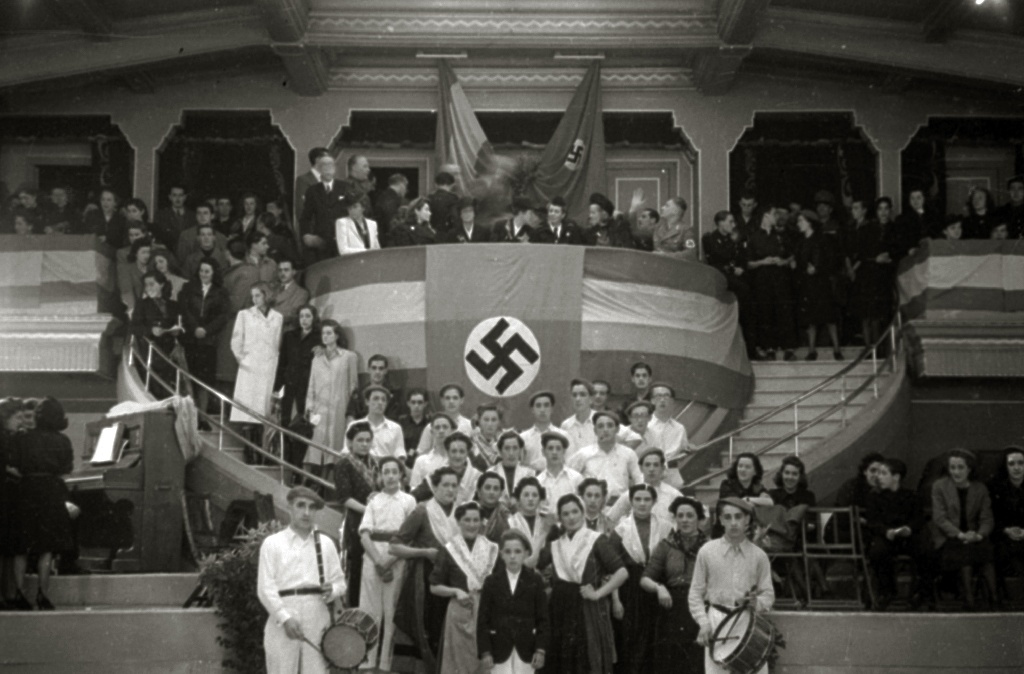
A Falange egyik pártgyűlése

Az államra első éveiben a totalitárius jelzőt használták. A második világháború után az "organikus demokrácia" kifejezést használták saját magukra, ámde a nemzetközi közösség ezt nem ismerte el. A további puha meghatározások között szerepel az "önkényuralmi rendszer" vagy az "alkotmányos vagy fejlődő diktatúra", ez utóbbit maguk is használták. A hidegháború idején Juan José Linz, akit vagy azzal vádoltak, hogy védelmezi a diktatúrát, "korlátozott pluralizmussal rendelkező autoriter rezsimként" jellemezte azt. A francoista rezsimet más történészek fascismo a la española-ként (spanyol típusú fasizmus) vagy a fasizmus egy sajátos változataként jellemezték, amelyet a katolikus egyház, a fegyveres erők és a tradicionalizmus dominanciája jellemzett.
Bár a Franco-rendszer szigorú rendelkezései fokozatosan enyhültek az évek alatt, a lényegi eleme, az autokrácia mindig megmaradt, mivel a kizárólagos törvényhozói és végrehajtói hatalom kizárólag Franco tábornok kezében összpontosult, akinek hivatalos címe "Isten kegyelméből Spanyolország vezetője" volt.
A francoizmus ideológiáját az erős önkényuralom, antikommunizmus, nacionalizmus, katolicizmus, királypártiság, nemzeti konzervativizmus, illiberalizmus, enyhe antiszemitizmus, jobboldali populizmus, valamint katalán- és szabadkőművességellenesség jellemezte. Walter Laqueur történész szerint a polgárháború alatt a spanyol fasiszták kénytelenek voltak tevékenységüket a nacionalista ügynek alárendelni. Az élen olyan katonai vezetők álltak, mint Francisco Franco tábornok, akik minden lényeges tekintetben konzervatívok voltak. Amikor a polgárháború véget ért, Franco személye már olyan mélyen beágyazódott, hogy a diktatúra elkerülésének nem volt esélye; ebben az erősen autoriter rendszerben nem volt helye a politikai ellenzéknek. Az ENSZ Biztonsági Tanácsa 1946-ban megszavazta, hogy megtagadja a Franco-rezsim elismerését, amíg az nem alakít ki egy reprezentatívabb kormányt.

### Fasizmus és autoritarizmus
Kortárs történészek a Spanyol Államot inkább hibrid rezsimként, mint fasisztaként jellemzik. A spanyol állam tekintélyelvű volt: a nem kormányzati szakszervezeteket és minden politikai ellenfelet a politikai spektrumon belül vagy elnyomtak, vagy minden eszközzel, beleértve a rendőri elnyomást is, ellenőriztek A legtöbb vidéki városban és vidéken a Guardia Civil, a polgári katonai rendőrség rendőrei járőröztek, amely a társadalmi ellenőrzés legfőbb eszközeként működött. A nagyobb városok és a fővárosok többnyire az erősen felfegyverzett Policía Armada alá tartoztak, amelyet szürke egyenruhájuk miatt általában grisesnek neveztek. Franco egy személyi kultusz középpontjában is állt, amely azt sugallta, hogy őt az isteni gondviselés küldte, hogy megmentse az országot a káosztól és a szegénységtől. Az elnyomottak tagjai a katolikus szakszervezetektől kezdve a kommunista és anarchista szervezeteken át a liberális demokratákig és a katalán vagy baszk szeparatistákig terjedtek. A szakszervezeteket betiltották, és 1940-ben a korporatista Sindicato Vertical váltotta fel őket. A Spanyol Szocialista Munkáspártot (PSOE) és az Esquerra Republicana de Catalunya (ERC) pártot 1939-ben betiltották, míg a Spanyol Kommunista Párt (PCE) titokban működött tovább. Az 1960-as évek végén és az 1970-es évek elején a demokráciára törekvő egyetemi hallgatók fellázadtak, amit a rendőrség elfojtott.
Franco még néhány hónappal a halála előtt is személyesen írta alá az összes halálos ítéletet, annak ellenére, hogy nemzetközi kampányok indultak azért, hogy hagyjon fel ezzel.

### Nacionalizmus
A Franco-féle nacionalizmus a kasztíliai központú egységes spanyol nemzeti identitást erősítette, a kisebbségek és a sokszínűség elnyomása. Az olyan hagyományokat, mint a flamenco és a bikaviadalok, államilag is támogatták és népszerűsítették, míg a nem spanyolnak tekintett hagyományokat korlátozták, így a nemzetiségi kultúrákat is. Minden kulturális tevékenységet cenzúrának vetettek alá, és sokakat teljesen betiltottak, gyakran indok nélkül. Ez a kultúrpolitika az 1970-es évektől egyre inkább fellazult. Franco vonakodott a közigazgatási és jogalkotási decentralizáció bármilyen formáját bevezetni, és fenntartotta a teljesen központosított kormányformát, a Bourbon-ház és Miguel Primo de Rivera tábornok által létrehozotthoz hasonló közigazgatási struktúrával. Ezeket a struktúrákat a központosított francia állam mintájára alakították ki. Az ilyen típusú kormányzás eredményeként a kormányzati figyelem és a kezdeményezések rendszertelenek voltak, és gyakran inkább a kormány képviselőinek jóindulatától függtek, mint a regionális szükségletektől. Így a régiók közötti egyenlőtlenségek az iskolai oktatás, az egészségügyi ellátás vagy a közlekedési eszközök terén nyilvánvalóak voltak: a történelmileg gazdag régiók, mint Madrid, Kasztília vagy Baszkföld sokkal jobban jártak, mint mások, mint Katalónia, Galicia vagy Andalúzia.
Franco megszüntette a második spanyol köztársaság által a régióknak biztosított autonómiát, és a három baszk tartomány közül kettőben eltörölte az évszázados adóügyi kiváltságokat (a fueros-t): Gipuzkoa és Bizkaia, amelyeket hivatalosan "áruló régióknak" minősítettek. A fueros-t megtartották a harmadik baszk tartományban, Arabában, valamint Navarrában is. Franco a nyelvpolitikát is felhasználta a nemzeti homogenitás megteremtésére tett kísérletében. Annak ellenére, hogy Franco maga is galíciai volt, a kormány visszavonta a baszk, a galíciai és a katalán nyelv hivatalos státuszát és elismerését, amelyet az állam Spanyolország történetében először biztosított számukra. A korábbi politikát, amely a spanyol nyelvet az állam és az oktatás egyetlen hivatalos nyelveként népszerűsítette, folytatták, annak ellenére, hogy az ország több millió polgára más nyelveket beszélt.
A spanyolon kívül más nyelvek jogi használatát megtiltották: minden kormányzati, közjegyzői, jogi és kereskedelmi dokumentumot kizárólag spanyolul kellett elkészíteni, és minden más nyelven írt dokumentumot semmisnek tekintettek. Tilos volt más nyelvek használata az iskolákban, a médiában, a vallási szertartásokon, valamint bármilyen közterületi feliraton.  Ezek a szigorú szabályok később ugyan enyhültek, de a nem kasztíliai nyelveket továbbra is visszaszorították, és nem kaphattak hivatalos státuszt vagy jogi elismerést.

### Vallás

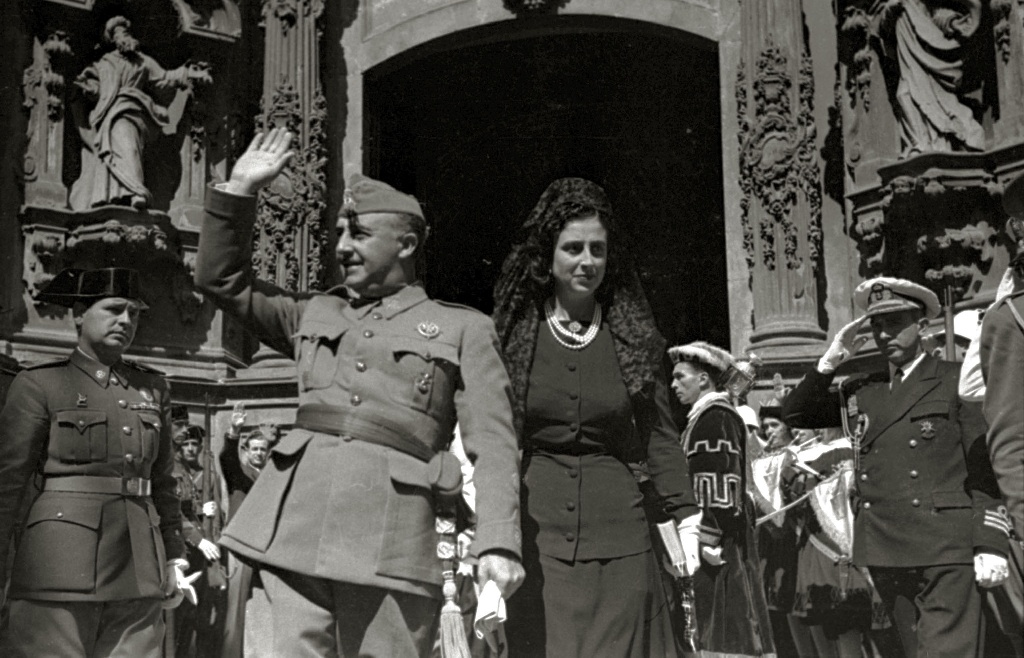
Franco a san sebastiáni Szűz Mária Bazilikában

Franco rezsimje gyakran használta a vallást eszközként, hogy növelje népszerűségét a katolikus világban, különösen a második világháború után. Magát Francót egyre inkább buzgó katolikusnak és a római katolicizmus, a deklarált államvallás elkötelezett védelmezőjének ábrázolták. Az 1939. februári politikai felelősségről szóló törvény az egyházat törvényen kívüli nyomozószervvé tette, mivel a plébániák a helyi önkormányzati tisztviselőkkel és a Falange vezetőivel azonos rendőri jogköröket kaptak. A hatóságok bátorították a munkahelyi feljelentéseket. A barcelonai városháza például minden kormányzati funkcionáriust arra kötelezett, hogy "mondja el az illetékes hatóságoknak, hogy kik a baloldaliak a hivatalában, és mindent, amit a tevékenységükről tud". Egy 1939-ben elfogadott törvény intézményesítette a közhivatalok "megtisztítását".
A köztársaság idején kötött polgári házasságokat, valamint a válásokat semmisnek nyilvánították, kivéve, ha azokat az egyház érvényesítette. A válást, a fogamzásgátlást és az abortuszt törvénytelenné nyilvánították. A gyermekeknek kötelező volt "keresztény eredetű" nevet adni. A katolikus egyház a Franco-diktatúrához fűződő szoros viszonya miatt az ország iskolái felett is ellenőrzést gyakorolhatott, így az iskolai tantermekben kötelezően feszületeket helyeztek el. A háború után Franco José Ibáñez Martínt, a Katolikus Propagandisták Nemzeti Szövetségének tagját választotta az Oktatási Minisztérium élére. Tizenkét évig töltötte be ezt a tisztséget, és ezalatt befejezte a José María Pemán által vezetett Kulturális és Tanügyi Bizottság által megkezdett tisztogatást. Pemán vezette az államilag támogatott iskolák katolizálásának munkáját és az egyházi iskolák bőkezű finanszírozását.
A francoizmus a militarizmus, a hipermaszkulinitás és a nők hagyományos társadalmi szerepének megerősítését közvetítette. A nőnek tisztelettel kellett viseltetnie a szülei és testvérei iránt, hűségesnek kellett lennie a férjéhez, és a családjával együtt kellett laknia. A hivatalos propaganda a nők szerepeként a gyereknevelést és a háztartásvezetést nevezte meg. A második köztársaság által elfogadott legtöbb progresszív szellemiségű törvényt érvénytelennek nyilvánították. A nők nem lehettek bírók, nem tanúskodhattak a bírósági tárgyalásokon, nem lehettek egyetemi professzorok. Ugyan az 1960-as és 1970-es években egyre nagyobb liberalizáció következett be, de az ilyen intézkedések Franco haláláig érvényben maradtak. 1947-ben Franco a Ley de Sucesión en la Jefatura del Estado törvénnyel újra monarchiává nyilvánította Spanyolországot, de uralkodót nem nevezett ki, helyette államfőként vezette az országot.

### A nők helyzete

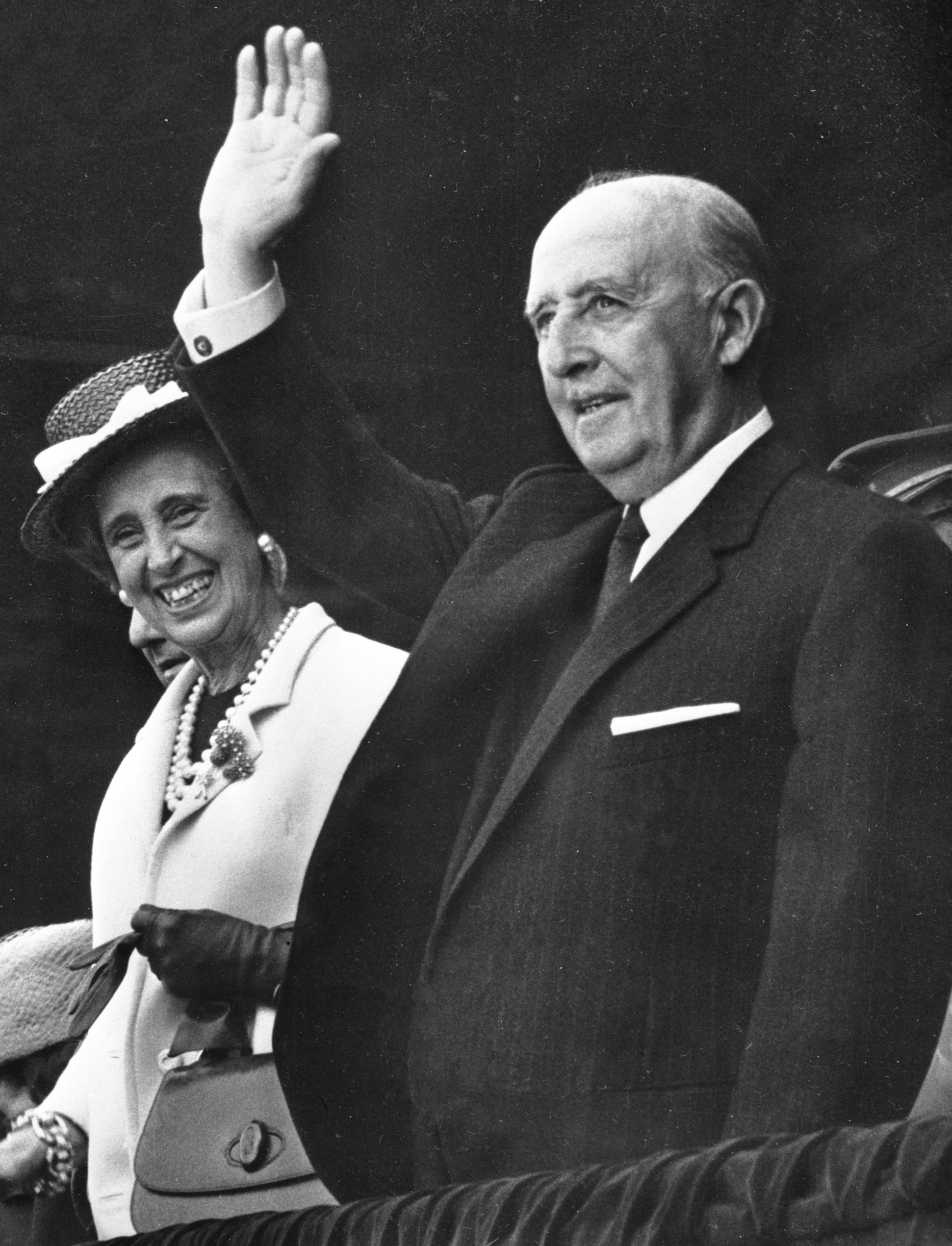
Francisco Franco és Carmen Polo 1968-ban

A nők először a második köztársaság idején kaptak választójogot Spanyolországban. Az új alkotmány értelmében teljes jogállást és egyenlő hozzáférést kaptak a munkaerőpiacon, legalizálták az abortuszt és eltörölték a házasságtörés bűncselekményét.
Az, hogy a Franco-rezsim a nemzeti katolicizmust (nacionalcatolicismo) ideológiai identitásának részeként felkarolta, azt jelentette, hogy a katolikus egyház, amely hagyományosan támogatta a nők társadalmi alárendeltségét, a spanyolországi köz- és magánélet minden területén elsőbbséget élvezett. A katolikus egyház központi szerepet játszott a család hagyományos szerepének és a nők ebben elfoglalt helyének fenntartásában. Az állam minden spanyol nőt kötelezett arra, hogy hat hónapig szolgáljon a Női Szekcióban (Sección Femenina), a Falange állampárt női ágában, és hogy a politikai indoktrináció mellett anyasági képzésen is részt vegyen. Közvetlenül a polgárháború után a köztársaság által elfogadott, a nemek közötti egyenlőséget célzó legtöbb progresszív törvényt érvénytelenítették. Nők nem lehettek bírók, és nem tanúskodhattak perben. Ügyeiket és gazdasági életüket az apjuknak, illetve a férjüknek kellett intézniük. Az 1970-es évekig egy nő nem nyithatott bankszámlát anélkül, hogy apja vagy férje ne írta volna alá.

## Média
Az 1938-as sajtótörvény értelmében minden újságot előzetes cenzúra alá vontak, és arra kényszerítették őket, hogy a kormány által kívánt cikkeket közöljenek. A főszerkesztőket a kormány nevezte ki, és minden újságírónak be kellett jelentkeznie. Minden liberális, republikánus és baloldali médiumot betiltottak.
A Delegación Nacional de Prensa y Propaganda a kormányzati média hálózataként jött létre, beleértve a Diario Arriba és a Pueblo című napilapokat. Az EFE és a Pyresa kormányzati hírügynökségeket 1939-ben és 1945-ben hozták létre. A Radio Nacional de España állami rádió kizárólagos joggal rendelkezett a hírműsorok közvetítésére, amelyeket minden műsorszolgáltató köteles volt sugározni. A No-Do 10 perces híradófilmek voltak, amelyeket minden moziban vetítettek. A Televisión Española, a kormány televíziós hálózata 1956-ban debütált.
Más kormánypárti médiumok közé tartozott a Cadena SER, az ABC, a La Vanguardia Española, az El Correo és az El Diario Vasco. Az 1966-os sajtótörvény megszüntette a korábbi cenzúra rendszerét, és lehetővé tette a médiumok számára, hogy maguk válasszák meg igazgatóikat, bár a kormánnyal szembeni kritika továbbra is bűncselekménynek számított.

## Öröksége

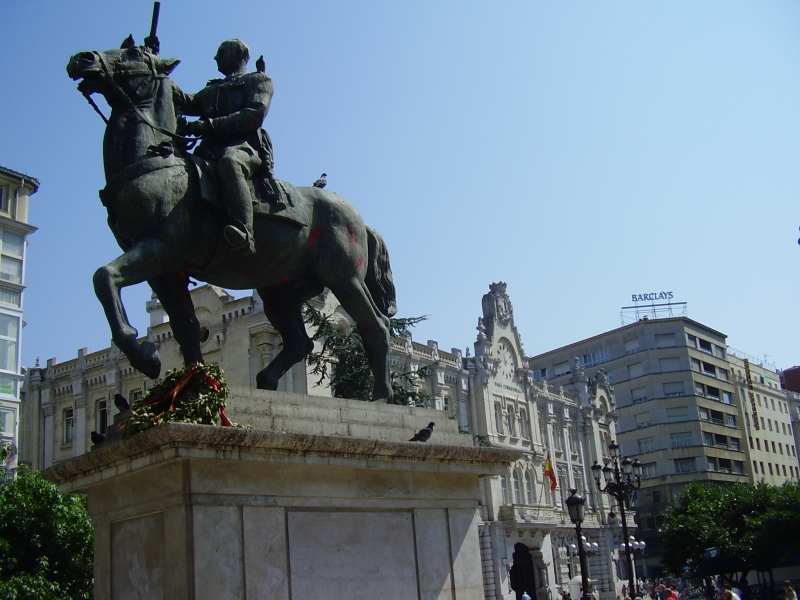
Franco egykori lovasszobra Santanderben

Francisco Franco személyének és politikai örökségének megítélése napjainkban is vita tárgya. Spanyolországban a legtöbb Franco-szobrot és nyilvános francoista jelképet eltávolítottak, az utolsó madridi szobrot 2005-ben szerelték le. Emellett az Európai Parlament Állandó Bizottsága 2006 márciusában egyhangúlag elfogadott állásfoglalásban "határozottan" elítélte az emberi jogok "többszörös és súlyos megsértését", amelyet Spanyolországban a francoista rezsim alatt követtek el 1939 és 1975 között. Spanyolországban 2004 nyarán jóváhagyták a Franco-rezsim áldozatainak méltóságát helyreállító és emlékük előtt tisztelgő bizottságot (comisión para reparar la dignidad y restituir la memoria de las víctimas del franquismo), amelyet az akkori alelnök, María Teresa Fernández de la Vega vezetett. Elnyomó regionális nyelvpolitikája miatt Franco megítélése különösen negatív maradt Katalóniában és Baszkföldön. A baszk tartományok és Katalónia azon régiók közé tartoztak, amelyek a polgárháborúban, valamint a rezsimje alatt a legerősebb ellenállást tanúsították Franco ellen.

## Zászlók
A spanyol polgárháború befejeztével és a hadsereg átszervezése ellenére a hadsereg több szakasza továbbra is az 1936-ban rögtönzött kétszínű zászlót használta, de 1940-től új zászlókat kezdtek terjeszteni, amelyek fő újítása a Szent János-sas hozzáadása volt a pajzshoz. Az új címert állítólag a katolikus uralkodók által a granadai emirátusnak a móroktól való elfoglalása után elfogadott címer ihlette, de a szicíliai címert a navarrai címerrel helyettesítették, és a címer két oldalán a Herkules-oszlopokkal egészítették ki. Az oszlopokat 1938-ban a szárnyakon kívülre helyezték. 1945. július 26-án a parancsnoki zászlókat rendeletileg eltörölték, és október 11-én részletes zászlórendeletet adtak ki, amely rögzítette a használatban lévő kétszínű zászló mintáját, de jobban meghatározta annak részleteit, hangsúlyozva a Szent János-sas nagyobb[pontosítás szükséges] stílusát. Az ezzel a rendelettel megállapított minták 1977-ig maradtak érvényben.

1936. július 17. – 1936. augusztus 29.
1936. augusztus 30. – 1938
1938–1945
1945–1977
A Falange zászlaja

## Fordítás
Ez a szócikk részben vagy egészben  a   Francoist Spain című angol Wikipédia-szócikk ezen változatának fordításán alapul.  Az eredeti cikk szerkesztőit annak laptörténete sorolja fel. Ez a jelzés csupán a megfogalmazás eredetét és a szerzői jogokat jelzi, nem szolgál a cikkben szereplő információk forrásmegjelöléseként.